# Раджсаманд (округ)
Раджсаманд (англ. Rajsamand) — округ в индийском штате Раджастхан. Расположен на юге штата. Образован 10 апреля 1991 года. Разделён на 4 подокруга. Административный центр округа — город Раджсаманд. Округ и его столица получили своё название от озера Раджсаманд. Согласно всеиндийской переписи 2001 года население округа составляло 987 024 человека. Уровень грамотности взрослого населения составлял 55,65 %, что ниже среднеиндийского уровня (59,5 %). На территории округа расположен город Натхдвара — популярное индуистское место паломничества.